# Lancement chaud et lancement froid

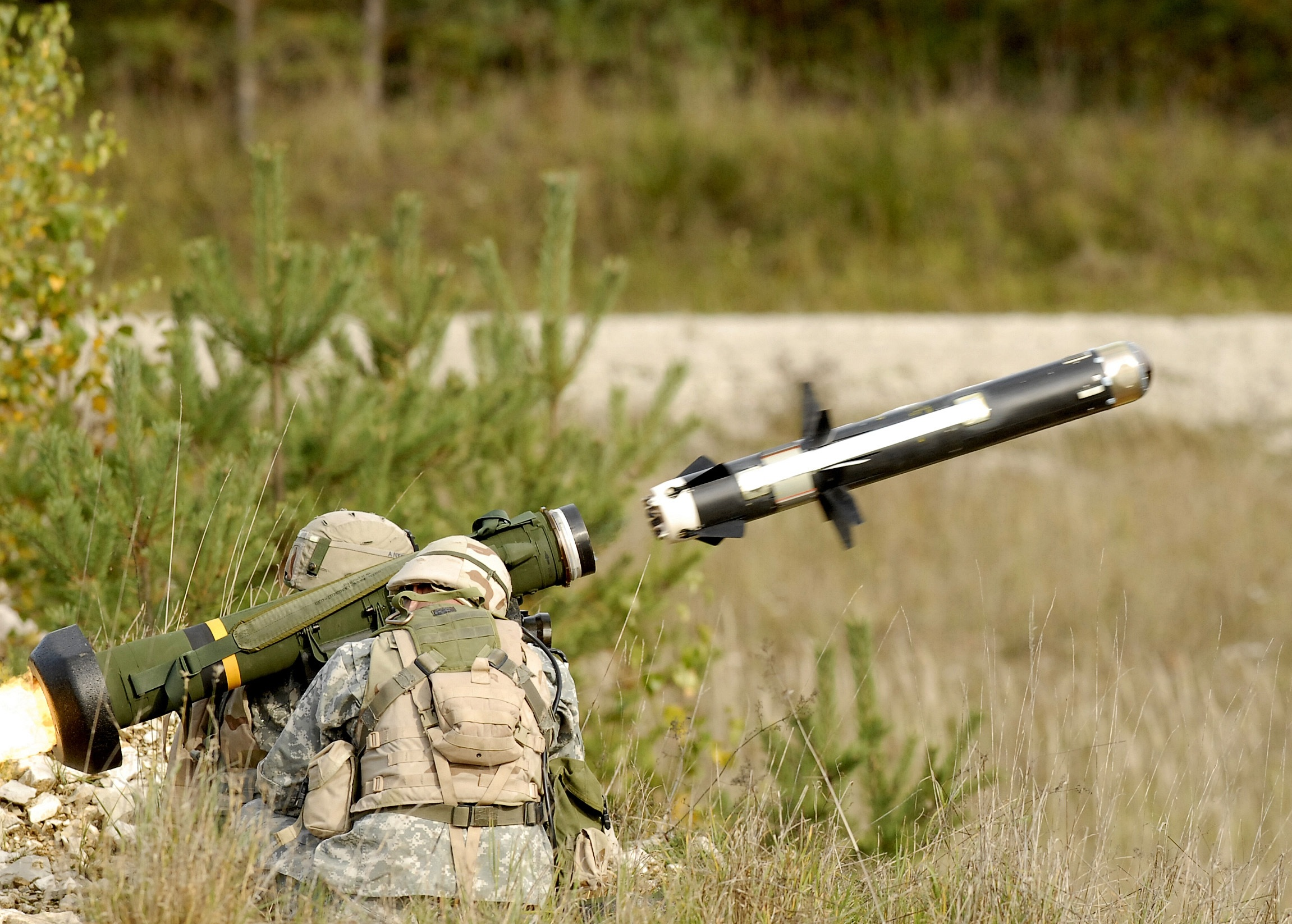
Exemple d'un lancement froid lors du lancement d'un missile antichar FGM-148 Javelin. Le missile vient d'être poussé hors de son tube par la charge d'éjection (dont on voit une partie des gaz à l'arrière du tube de lancement), et son moteur principal n'a pas encore été mis à feu.

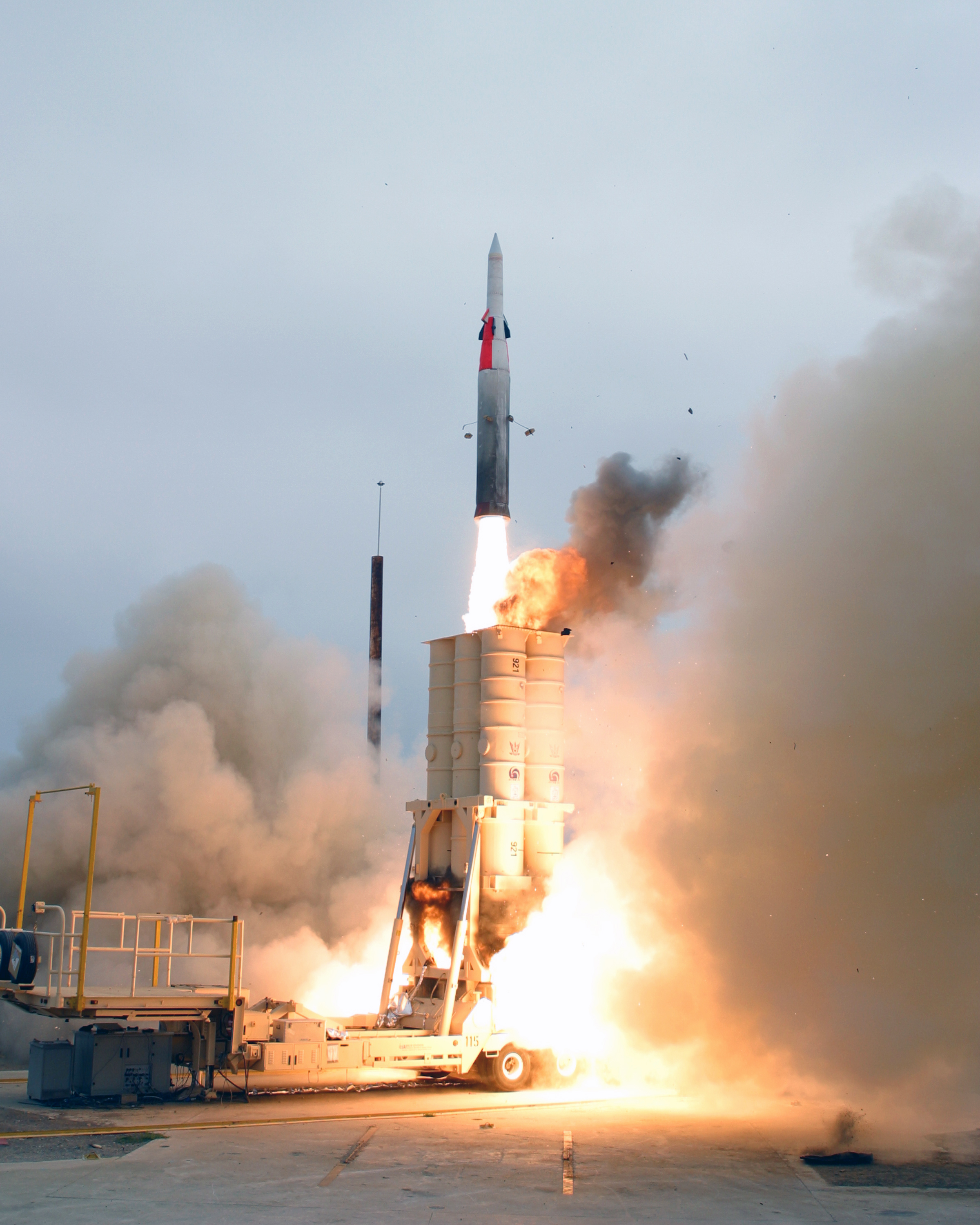
Exemple d'un lancement chaud lors du lancement d'un missile antibalistique israélien Arrow. La mise à feu du moteur-fusée principal se fait directement depuis l'intérieur du tube, et on peut noter de forts dégagements de flammes et de souffle, provenant de la partie inférieure de ce dernier.

Les techniques de lancement chaud et lancement froid, dans le domaine spatial ou militaire, s'appliquent aux fusées ou aux missiles, en particulier les missiles balistiques et les missiles anti-char.

## Principe de fonctionnement
Lors d'un lancement chaud, que les anglophones appellent « hard launch », le missile ou la fusée, installés dans leur silo de lancement ou leur pas de tir, voient leurs moteurs principaux allumés dès le début de la séquence de lancement/tir.
À l'inverse, dans la technique de « lancement froid » (« soft launch » en anglais), le missile est d'abord éjecté de son tube ou de son silo, par une cartouche de faible puissance ou un générateur de gaz avant que son moteur principal ne s'allume, généralement à quelques mètres du tireur ou au-dessus de son silo.

## Avantages et inconvénients
Le lancement chaud présente l'avantage de simplifier la construction du missile ou de la fusée employée mais apporte, en contrepartie, de nombreux inconvénients. Par exemple, le pas de tir, ou le tube de lancement, doit être particulièrement résistant à la chaleur et aux hautes pressions issues des gaz de combustion du moteur principal de la fusée. Un autre danger vient des risques de brûlures ou de blessures graves pour le lanceur (dans le cas d'un missile) ou le personnel présent sur le pas de tir (dans le cas d'une fusée ou d'un missile balistique), qui pourrait se faire balayer par le souffle produit au décollage.
Pour cette raison, la totalité des missiles portatifs, antichar et anti-aériens, fonctionnent selon le principe du lancement froid, et le missile s'éloigne généralement de quelques mètres avant d'initier la combustion du propulseur principal, comme pour les missiles Stinger, Javelin,, et Eryx. Certains missiles de grandes dimensions fonctionnent également de cette manière, comme le missile russe S-300, ou les missiles balistiques montés à bord de sous-marins.
Les lancements chauds concernent généralement les fusées commerciales et certains missiles de très grandes dimensions, comme le DF-21 chinois, mais certains missiles de dimensions plus modestes emploient également ce mode de tir pour gagner en vitesse et en réactivité, face à une menace rapide et évasive, comme le missile français Aster, dont l'étage accélérateur est mis à feu depuis l'intérieur de son silo de lancement vertical.

## Vidéos
1. ↑  (en) [vidéo] « FIM-92 Stinger Surface-to-Air live fire exercise », sur YouTube
2. ↑  (en) [vidéo] « Javelin missile fail », sur YouTube
3. ↑  (en) [vidéo] « FGM-148 Javelin EPIC FAIL », sur YouTube
4. ↑  (ru) [vidéo] « Оружие будущего ракета "Джавелин" (Javelin missile) », sur YouTube (Visible à 1 min 39 s).
5. ↑  [vidéo] « Eryx Ooops ! », sur YouTube (Visible à 49 s).
6. ↑  (en) [vidéo] « The Amazing S-300 In Live Fire Action », sur YouTube (Visible en détail à partir de 1 min 35 s).
7. ↑  (it) [vidéo] « Missili ASTER », sur YouTube